# Donje Postinje
Donje Postinje je naselje u općini Muć, u Splitsko-dalmatinskoj županiji. 

## Zemljopis
Naselje se nalazi sjeverozapadno od Gornjeg Postinja i u blizini državne ceste D56.
Zaseoci su Moseć Postinjski i Mačkovac.

## Ime
Dvočlani ekonim se sastoji od pridjeva "donje" i imenice "Postinje".
Prvi član ekonima, "donji", je pridjev izveden od imenice dol (manja dolina; udolina) i znači onaj koji je smješten dolje, u dolu, u dolini.
Imenica Postinje je složenica koja se sastoji od prijedloga "po(d)" i "stinje", ikavskog oblika zbirne imenice stijenje. Postinje je nekada bilo Podstinje, a tako je primjerice upisano i u izvješću s pastirskog pohoda trogirskog biskupa Didaka Manole (1755. – 1766.).

## Stanovništvo
| broj stanovnika | 289   | 261   | 266   | 254   | 265   | 319   | 319   | 466   | 403   | 369   | 336   | 217   | 187   | 96    | 104   | 78    | 84    |
|                 | 1857. | 1869. | 1880. | 1890. | 1900. | 1910. | 1921. | 1931. | 1948. | 1953. | 1961. | 1971. | 1981. | 1991. | 2001. | 2011. | 2021. |